# Agnes van Montepulciano
Agnes van Montepulciano (Gracciano, omstreeks 1268 – aldaar, 20 april 1317) is een heilige van de Rooms-Katholieke Kerk. Zij is de patrones van de zusters Dominicanessen.
Agnes werd geboren in de adellijke familie Segni in Gracciano, een klein dorp ten noordoosten van de Italiaanse stad Montepulciano in de regio Toscane. Op 9-jarige leeftijd trad zij toe tot het klooster van de Dominicanen van de tweede orde. In het jaar 1281 vroeg de kasteelheer van Proceno, een leengoed van Orvieto, de zusters van Montepulciano om hier een nieuw klooster te stichten. Agnes was een van de zusters die hiervoor naar Proceno gestuurd werd. In 1288, al op 20-jarige leeftijd, werd Agnes verkozen tot priores. Vanaf toen bleek zij over de gave te beschikken om mensen die aan geestelijke en lichamelijke kwalen leden slechts door haar aanwezigheid te kunnen genezen. Ook bleek ze broden te kunnen vermenigvuldigen. Rond 1306 stichtte Agnes een klooster in haar geboorteplaats Gracciano. Ze leidde dit klooster tot aan haar overlijden. Toen enkele jaren later haar lichaam werd verplaatst naar een kerk, bleek het nog volkomen gaaf te zijn.
Agnes van Montepulciano werd heilig verklaard door Paus Benedictus XIII in 1726. Haar feestdag is op 20 april.